# America Brown
America Brown film z roku 2004 w reżyserii Paula Blacka.

## Obsada
- Waris Ahluwalia
- Karen Black:  Marianne Brown
- Élodie Bouchez: Rosie
- Leo Burmester: Bo Williams
- Wendy Buss: Lola
- Frankie Faison: Trener Bryant
- David Dayan Fischer: Właściciel jadłodajni
- Hill Harper: John Cross
- Ryan Kwanten: Ricky Brown
- Natasha Lyonne: Vera
- Michael Rapaport: Daniel Brown
- Marshall Dancing Elk Lucas